# Maryna Vergelyuk
Maryna Vergelyuk (Kherson, 24 de junho de 1978) é uma ex-handebolista profissional ucraniana, medalhista olímpica.
Maryna Vergelyuk fez parte do elenco da medalha de bronze inédita da equipe ucraniana, em Atenas 2004.